# Limnichites perforatus
Limnichites perforatus är en skalbaggsart som först beskrevs av Thomas Casey 1889.  Limnichites perforatus ingår i släktet Limnichites och familjen lerstrandbaggar. Inga underarter finns listade i Catalogue of Life.